# Ер (река у Енглеској)
Ер (енгл. River Aire (England)) је река у Уједињеном Краљевству, у Енглеској. Дуга је 114 km. Улива се у Уз. 